# Mimi Morales
María Elvira Morales (Cartagena de Indias, 11 de abril de 1976) cuyo nombre artístico es Mimi Morales, es una actriz, modelo y bailarina colombiana.

## Biografía
Desde su niñez se inclinó por las artes marciales y desde los 4 años practicó ballet, hoy en día baila jazz como uno de sus hobbies más queridos. Se considera estudiante de la vida y esa curiosidad la ha llevado a realizar varios estudios. Empezó en la Universidad Jorge Tadeo Lozano donde inició Administración de empresas, ya que su antigua formación le exigía una carrera profesional con la que pudiera subsistir: luego de excelentes notas al quinto semestre se cambió a Comunicación Social y Periodismo, carrera que siguió en el Politécnico Grancolombiano al cambiar su residencia a Bogotá, Colombia.
Su inicio en televisión fue a través de un comercial para la marca de gaseosas Colombiana, del grupo empresarial Postobón S.A. Luego el productor Juan Maldonado vio en ella algo especial y le propuso su primer personaje televisivo en la novela Amor a mil, hasta entonces entendió cuál era su verdadera pasión: la actuación.
Ha realizado múltiples estudios artísticos y actorales entre los que encontramos; Instituto de Bellas Artes donde estudió Artes Plásticas durante, posteriormente realizó estudios de actuación en la Academia de TAO Sierra, y varios talleres de actuación, en la Academia de Germán Porras, y Acocuame Lilo Vilaplana entre otros.
Mimi radica en México. Luego de terminar El triunfo del amor para Televisa, se dedica a su desarrollo como actriz, formándose y actualizándose en la Academia de Natalia Traven (actriz del Actors Studio). En 2014 participa en la telenovela La impostora de Telemundo junto a Lisette Morelos, Sebastian Zurita y Mauricio Henao. En 2016 participa en Perseguidos compartiendo con Mauricio Islas e Irán Castillo.

## Filmografía

### Televisión
- Me atrevo a amarte (2025) — Nidia[1]
- El Señor de los Cielos (2023-2024) — Said Rivero[2][3]
- Tierra de esperanza (2023) - Camila Díaz[4]
- Los ricos también lloran (2022) — Guadalupe Morales de Fernández[5]
- Quererlo todo (2020-2021) — Magdalena "Magda" Bustamante / Lucía Rodríguez Vidal[6]
- Por amar sin ley (2019) — Violeta de Camacho
- Muy padres (2017-2018) — Gina Paola Rojas
- Paquita la del barrio (2017) — Carmina
- Perseguidos (2016-2017) — Valeria Buenrostro
- Muchacha italiana viene a casarse (2014-2015) — Sonia Roldán de Ángeles
- La impostora (2014) — Karina Acevedo González
- Fortuna (2013) — Carolina Gil Ledesma
- El triunfo del amor (2010-2011) — Lucy
- Bella Calamidades (2010) — Esperanza Capurro
- Doña Bárbara (2008-2009) — Altagracia Sandoval
- La marca del deseo (2007-2008) — María Soledad Santibáñez
- Juegos prohibidos (2005-2006) — Lucía

### Series
- Decisiones: unos ganan, otros pierden (2020)[7]
- Mujeres asesinas (2005)
- Enigmas del más allá (2005)
- Expedientes RCN (2004) — episodio dos tontos enamorados — Livia García.

### Cine
- Lecciones para un beso (2011) — Lena
- Poquita ropa (2011)

### Conducción
- Noticias Uno (2003)